# Johann Oestreich
Johann August Eduard Oestreich (ur. 6 września 1750 w Braniewie; zm. 21 października 1833 w Braniewie) – przedsiębiorca w Braniewie oraz mecenas edukacji.

## Życiorys

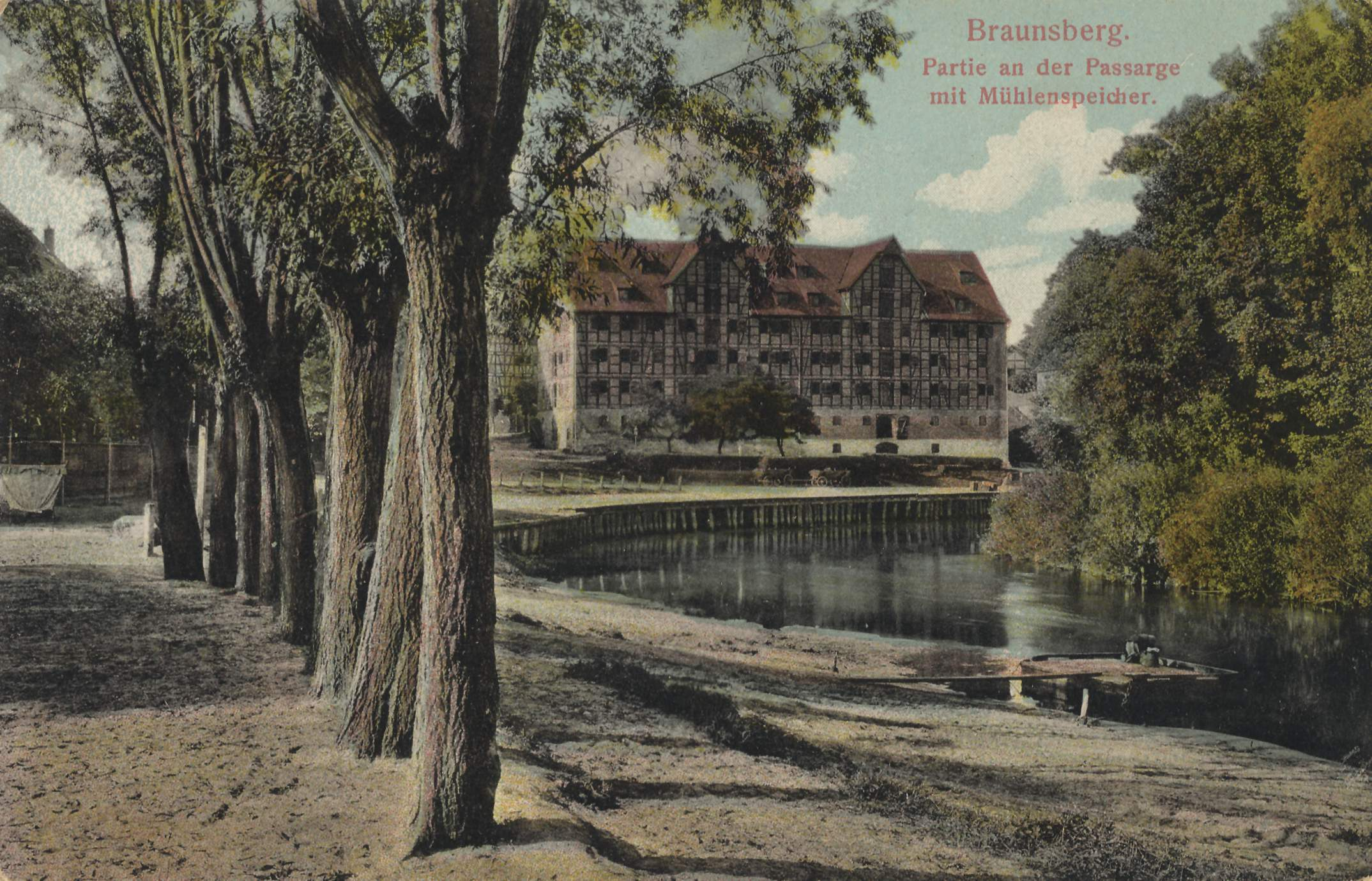
Niezachowany spichlerz „Pod Złotym Lwem” (Löwenspeicher) w dzielnicy portowej miasta należący do Johanna Oestreicha

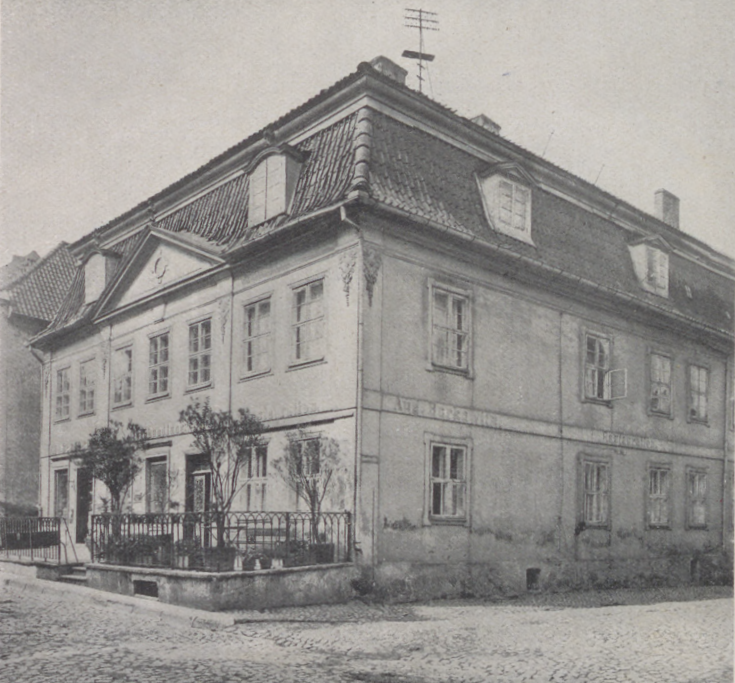
W latach 1784–1785 Johann Oestreich wzniósł przy Langgasse luksusową kamienicę, która przetrwała do 1945

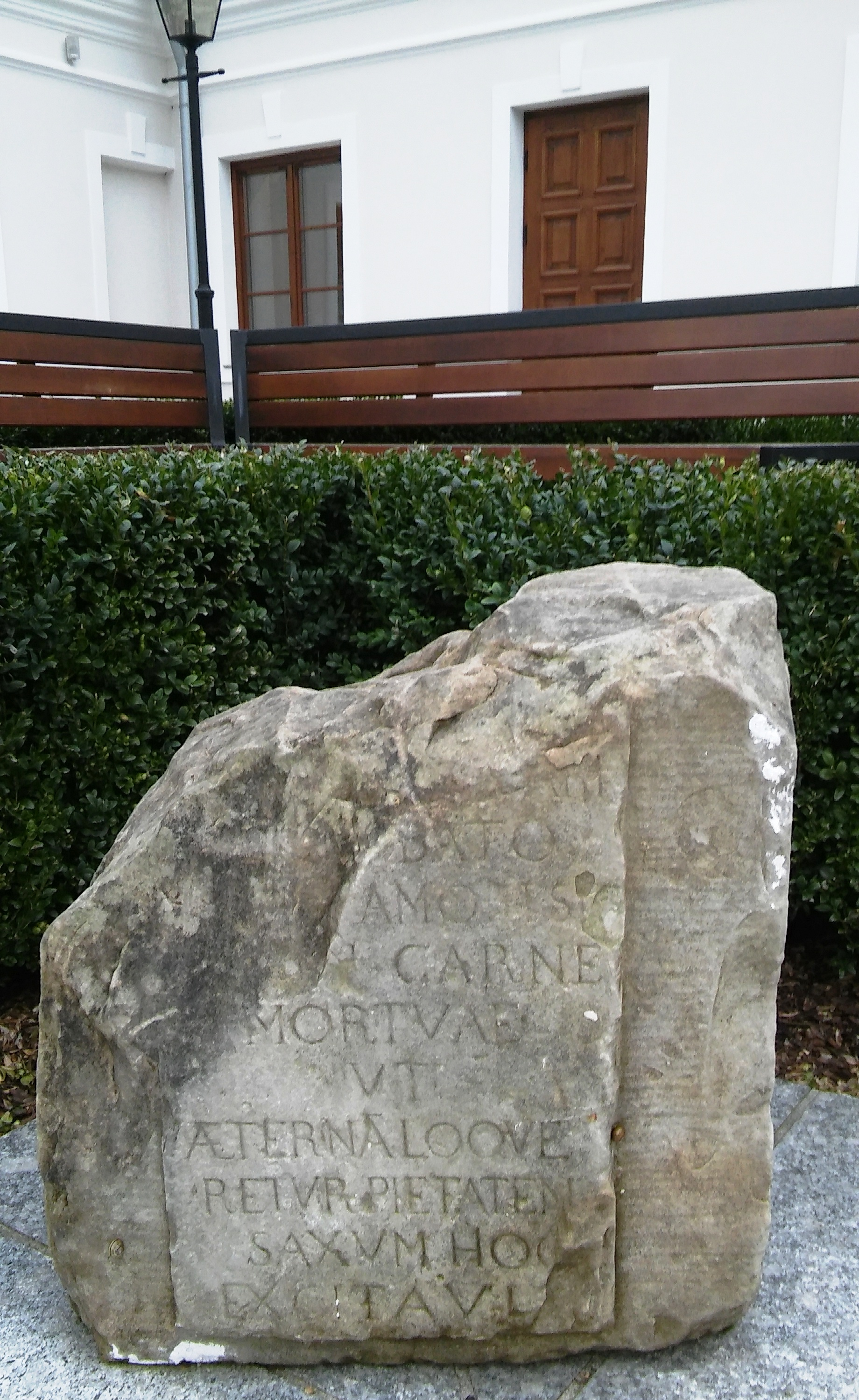
Cokół pomnika żony Johanna Oestreicha, Dorothey Oestreich. Na dziedzińcu pałacyku Potockiego (domu konwertytów) w Braniewie jedyna ocalała pamiątka po braniewskim przedsiębiorcy. Pełny tekst inskrypcji brzmiał:
MEMORARI
DECEBAT HANC
AMORIS VO
CEM CARNE JAM
MORTUAE UT
AETERNAM LOQUE
RETUR PIETATEM
SAXUM HOC
EXCITAVIT
(Wypadało upamiętnić ten głos miłości (żony) już zmarłej Żeby zaś upamiętnić ten głos miłości Głaz ten Postawiłem)

Johann Oestreich był pierwszym synem Franza (Franciscusa) Oestreicha i Magdaleny von Kärpen. Franz urodził się w 1711 w Dobrym Mieście, uczęszczał do braniewskiego gimnazjum, ukończył prawo na Albertynie. 2 maja 1739 poślubił córkę rajcy braniewskiego, Magdalenę, i osiedlił się w Braniewie. Obywatelstwo miejskie uzyskał w 1740, następnie stał się bogatym kupcem i armatorem, był wieloletnim (1759–1772) burmistrzem Starego Miasta Braniewa. Następnie sprawował jeszcze urzędy burmistrza sądowego i kierownika spraw pocztowych. Zmarł 11 maja 1785.
Johann Oestreich, śladami ojca, nauki pobierał najpierw w kolegium jezuickim w Braniewie, a następnie studiował prawo i filozofię na Uniwersytecie w Królewcu. Chodził na wykłady z logiki i metafizyki prowadzone przez samego Immanuela Kanta, z którym miał szczęście zawrzeć bliższą znajomość, bywając w jego domu. Po studiach, w 1770, powrócił do rodzinnego miasta i rozpoczął pracę w domu handlowym swojego ojca (Handelshaus Oestreich). W celu pozyskania wiedzy, kontaktów i doświadczenia w handlu na przełomie roku 1772 i 1773 odbył wyprawę po miastach handlowych Europy Północnej (Hamburg, Amsterdam, Londyn oraz Hull – to ostatnie miasto stało się głównym odbiorcą wyrobów włókienniczych). Podczas podróży nawiązał liczne, bardzo w późniejszym czasie przydatne kontakty. Kilka lat później, po śmierci ojca, został właścicielem przedsiębiorstwa. W 1779 ożenił się z córką kupca z Tylży, Dorotheą Dubinski, którą przeżył o 40 lat. Przeżył również całą szóstkę swoich dzieci (miał czterech synów i dwie córki), która narodziła się z ich związku. W 1782 został współwłaścicielem firmy ojca, firma nosiła odtąd nazwę Franz Östreich & Sohn. W maju 1785 umiera ojciec Franz Oestreich, odtąd Johann zarządza niepodzielnie firmą. W tym samym jeszcze roku, w 1785, otworzył w Braniewie na Hosangsgasse (później Neuer Markt nr 8, współcześnie teren targowiska przy placu Piłsudskiego) fabrykę adamaszku, ażeby z jeszcze większym zyskiem eksportować towar. Jednak w 1790 zmuszony jest ją zamknąć z powodu braku wykwalifikowanej siły roboczej.
W ciągu następnych 48 lat stał się człowiekiem niezwykle majętnym, czerpiąc dochody przede wszystkim z handlu przędzą lnianą i z założonych przez siebie zakładów włókienniczych. Od roku 1800 brytyjski żaglowiec o nazwie „Braunsberg” kursuje wyłącznie pomiędzy Braniewem a Hull, transportując len. Świadczy to o rozmachu, z jakim Johann Oestreich rozwinął w Braniewie przemysł tekstylny. Nazywano go królewskim kupcem, bo też cieszył się względami monarchów, od Fryderyka Wielkiego otrzymał zaszczytny tytuł Kommerzienrath (królewskiego radcy handlowego), również Fryderyk Wilhelm III nie szczędził mu łask, odznaczając go wielokrotnie. Rodzina królewska, przejeżdżająca często przez Braniewo, w drodze z Berlina do Królewca, czyniła Oestreichowi niebywały zaszczyt zatrzymując się w jego domu. W skład ogromnego majątku Johanna Oestreicha wchodziła okazała kamienica w mieście, stanowiąca nie tylko reprezentacyjne mieszkanie, ale mieszcząca także kantory Domu Handlowego; oprócz tego rezydencja podmiejska – Julienhöhe, fabryka adamaszku, spichlerze, składy handlowe, dwa statki (Fama i Vigilante), które pływały z przędzą głównie do portów europejskich, ale także do Ameryki Północnej, a nawet huta żelaza w powiecie świętomiejskim. Imperium Oestreicha zatrudniało setki ludzi, bywało, że przy samym sortowaniu i pakowaniu przędzy pracowało 250 osób.
Johann Oestreich był nie tylko przemysłowcem, był też wszechstronnie wykształconym humanistą, miłośnikiem sztuki, znającym łacinę, czytającym literaturę niemiecką, angielską i francuską. Ponadto wspierał edukację w Braniewie. Przez okres 17 lat (w latach 1811–1828) pozostawał dyrektorem administracyjnym Gimnazjum Akademikum (od 1818 w Królewskie Liceum Hosianum) w Braniewie. Pamiątką po Oestreichu, jako znawcy sztuki, jest XVIII-wieczny ołtarz w kościele św. Katarzyny w Lubominie k. Ornety, który nabył on, podobnie jak i wiele innych cennych sprzętów, podczas zorganizowanej przez władze pruskie licytacji wyposażenia braniewskiego kościoła jezuickiego i ocalił, przekazując do kościoła w Lubominie.
Johann Oestreich zmarł 21 października 1833 roku. Został pochowany na cmentarzu św. Jana (Johannisfriedhof) w Braniewie. Okazały nagrobek w kształcie o wysokości dorosłego człowieka i kształcie piramidy ze ściętym wierzchołkiem nie przetrwał do naszych czasów – uległ bezpowrotnemu zniszczeniu wraz z likwidacją cmentarza w latach 70. XX wieku.

## Odznaczenia
- 13 czerwca 1783 mianowany został kommerzienratem przez króla Prus Fryderyka Wielkiego
- 18 stycznia 1812 został mu nadany Order Orła Czerwonego III Klasy[7]

## Biografia
1. Zeitschrift für die Geschichte und Altertumskunde Ermlands. Im Namen des Historischen Vereins für Ermland e. V. (Sitz Münster i. W.) herausgegeben vom Vorstand des Vereins, Beiheft 7, 1987: Siegfried Fornaçon Braunsberger: Segelschiffe und ihre Reeder von 1760 bis 1863, Johann Östreich und Heinrich Barth[8] str. 40–56.
2. Das Ostpreußenblatt / Landsmannschaft Ostpreußen e.V. / 23. Dezember 2000 Kaufmann, Reeder, Patriot: Über Leben und Werk des Braunsbergers Johann Östreich Dagmar Jestrzemski über Leben und Werk des Braunsbergers Johann Östreich